# アヴェ・マリア (浜田省吾の曲)
「アヴェ・マリア」は、1992年12月12日に発売された浜田省吾の24枚目のシングル。

## 概要
ジャケットのイラストは、浜田の発案により横尾忠則が手掛けている。浜田はこのシングルの印税収益のすべて（約3500万円）をエイズの治療・研究のために寄付した。
「アヴェ・マリア」は、フランツ・シューベルトの｢エレンの歌第3番｣を歌ったもの。精神的に落ち込んでいた時期にこの曲に出会い、エンドレスで聴き続けながら「生涯に一曲でいいから、こんな名曲を書けたらいいな」と思っていたという。
「永遠の恋人」は1992年唯一の書き下ろしの新曲。2003年9月26日発売バラード・コレクション第4弾『初秋』でセルフカバーされている。
2005年3月24日と2021年6月23日に、マキシシングルとしてリサイズされ復刻された。

## チャート成績
オリコンチャートでは最高位6位にランクインし、累計21.0万枚のヒットとなった。浜田のシングルの中で「悲しみは雪のように」に次いで2番目に高い売上を記録した。

## 収録曲
| 全編曲: 星勝。 |                    |           |           |       |
| #              | タイトル           | 作詞      | 作曲      | 時間  |
| 1.             | 「アヴェ・マリア」 |           | Schubert  | 4:04  |
| 2.             | 「永遠の恋人」     | 浜田省吾  | 浜田省吾  | 6:20  |
| 合計時間:      | 合計時間:          | 合計時間: | 合計時間: | 10:24 |

## 収録作品
| 曲名           | タイトル | 発売日        | 備考                   |
| -------------- | -------- | ------------- | ---------------------- |
| アヴェ・マリア | 未収録   |               |                        |
| 永遠の恋人     | 初秋     | 2003年9月26日 | セルフカバーアルバム。 |

| 曲名           | タイトル                                        | 発売日        | 備考               |
| -------------- | ----------------------------------------------- | ------------- | ------------------ |
| アヴェ・マリア | 未収録                                          |               |                    |
| 永遠の恋人     | ON THE ROAD 2015-2016 "Journey of a Songwriter" | 2018年4月26日 | 弾き語りでの演奏。 |